# Medienpsychologie
Medienpsychologie ist ein Zweig der Psychologie, der sich in der Forschung mit der Beschreibung, Erklärung und Prognose des Erlebens und Verhaltens, das mit Medien verknüpft ist bzw. das aufgrund oder während der Mediennutzung stattfindet, beschäftigt.
Medienpsychologie gilt als psychologische Teildisziplin mit der Aufgabe, eine Beschreibung und Erklärung desjenigen Verhaltens von Individuen zu geben, das durch Medien beeinflusst wird. Medienwirkung steht hier als Aufgabenstellung im Vordergrund, Medienselektion und -rezeption hingegen werden in dieser Definition jedoch nicht angesprochen. Darüber hinaus wird das Verhalten als vorrangige psychologische Dimension genannt. Später wurde auch „das Handeln, das Denken und Fühlen im Zusammenhang mit der Nutzung von Medien in den Fokus medienpsychologischer Forschung“ (Vorderer & Trepte 2000: 707) gerückt und „die der Mediennutzung vorausgehenden sowie die sie begleitenden Kognitionen, Emotionen und Handlungen“ (ebd.) untersucht.

## Gegenstand
Die medienpsychologische Forschung lässt sich anhand zweier Ansätze gliedern: Erstens anhand der psychologischen Trias Emotion, Kognition und Verhalten und zweitens anhand der Formen der Mediennutzung: Selektion, Rezeption, Wirkung und medienvermittelte Kommunikation.
Emotionen beschreiben dabei das Fühlen und den Affekt, Kognition das Denken und Verhalten bezeichnet jegliche beobachtbare Reaktion. Die Medienselektion bezieht sich auf alles, was sich vor der eigentlichen Medienrezeption abspielt. Die Medienrezeption umfasst den Prozess der Mediennutzung im engeren Sinne. Dabei handelt es sich zunächst nur um die passiven Aspekte der Mediennutzung. Die Medienwirkung umfasst den Einfluss der Mediennutzung auf die der Rezeption nachfolgenden Gedanken, Gefühle und Verhaltensweisen. Die medienvermittelte Kommunikation umfasst die aktive Kommunikation und ergänzt deshalb den Begriff Rezeption in Hinblick auf viele Medienangebote. Wenn beispielsweise im Internet ein Nachrichtentext rezipiert wird, so ist das eine primär passive Nutzungsform. Wenn jedoch im Nachhinein mit anderen face-to-face oder computervermittelt darüber kommuniziert wird, so gehen aktive und passive Nutzungsformen Hand in Hand.

## Geschichte
Schon Anfang des 20. Jahrhunderts begann man sich mit medienpsychologischen Problemstellungen und Theorieansätzen zu beschäftigen. Allerdings war zu dieser Zeit der Begriff der Medienpsychologie noch nicht geprägt, weshalb Veröffentlichungen nicht unter dem Begriff der Medienpsychologie entstanden. Das Ziel der meisten dieser frühen Untersuchungen war es, die Inhalte von Medien und den Umgang mit ihnen zu verstehen. Dazu wurde der Zusammenhang zwischen der Nutzung von Medien und verschiedenen individuellen Variablen, die beispielsweise auf Soziodemographie, Persönlichkeit oder das Lernverhalten der Nutzer bezogen wurden, untersucht. Die Geschichte der Medien selbst findet sich auch in der Geschichte der Medienpsychologie wieder. 1912 wurde der erste Stummfilm gezeigt und 1913 begann man in Deutschland und Anglo-Amerika das Thema Film zu beforschen. 1916 wurde die erste psychologische Studie zum Film von Hugo Münsterberg durchgeführt: The photoplay – A psychological study. Darin sollte die Bedeutung des damals neuen Mediums für die Gesellschaft und das Individuum beleuchtet werden. In dieser Zeit interessierte man sich vor allem für die pädagogischen Einsatzmöglichkeiten des Films und dessen Wirkung auf Jugendliche. 1950 wurde die Filmforschung dann durch die Fernsehforschung abgelöst. Deren erste Studien (1950–1970) beschäftigten sich zum einen mit den individuellen Merkmalen der Nutzer. Außerdem wurden die TV-Nutzungsgewohnheiten von Jugendlichen untersucht, und man prüfte, wie der Fernseher zum Lehren und Lernen eingesetzt werden konnte. Allerdings widersprachen die ersten Ergebnisse den Annahmen der Forscher: Durch die Nutzung des Fernsehers verminderten sich die sozialen Aktivitäten nicht und man fand keine Zusammenhänge zwischen der Fernsehnutzung und formaler Bildung. Auch negative Auswirkungen auf Jugendliche konnten nicht nachgewiesen werden. Man begann jedoch erst in den 1970er Jahren, sich intensiv mit dem Thema auseinanderzusetzen, was wesentlich zur Konturierung des Faches Medienpsychologie in Deutschland beitrug.
Als weiteres großes Forschungsfeld ist die Radioforschung zu nennen, die einen Teil der theoretischen Grundlagen der heutigen Medienpsychologie hervorbrachte. Als die wichtigsten Vertreter der frühen Radioforschung gelten Gordon W. Allport, Hadley Cantril, Hazel Gaudet, Herta Herzog und Paul F. Lazarsfeld. Ähnlich wie in der Fernsehforschung gab es auch hier vor allem drei große Themenkomplexe: Man untersuchte die soziodemographischen Charakteristika der Rezipienten und ihr Rezeptionserleben und beschäftigte sich mit der damit verknüpften Frage nach den Gratifikationen von Radioprogrammen und ihrer Bewertung durch die Hörer. Außerdem bestand ein großes Interesse an der Methodenforschung. Des Weiteren befasste man sich mit der Bedeutung des Radios in Zeiten des Krieges, insbesondere mit dem Radio in Deutschland und mit deutschen Radiosendungen.
Den Printmedien hat die sich entwickelnde Medienforschung weniger Aufmerksamkeit zugewandt, was damit zusammenhängt, dass zu dieser Zeit bereits zeitungswissenschaftliche Institute etabliert waren. Die Medienpsychologie beschäftigte sich allerdings mit dem Lesen von Büchern und untersuchte vor allem die Lesemotivation und die Wirkung von Lektüre. Ende der 1970er Jahre bis in die 1990er Jahre erlebte die Medienpsychologische Forschung einen wahren Boom, dessen Höhepunkt Ende der 1980er Jahre lag. Die medienpsychologische Forschung dieser Zeit lässt sich anhand von zwei Dimensionen bestimmen:
Die klassischen Fragen der Medienpsychologie beschäftigen sich mit den Forschungsarbeiten der 1970er Jahre, weiteten diese aus und systematisierten sie, untersucht wurde vor allem das Fernsehen.
Die aktuellen Fragen der Medienpsychologie haben hauptsächlich Neue Medien wie das interaktive Fernsehen, das Internet oder andere computergestützte Medien zum Forschungsgegenstand. Gefördert werden medienpsychologischen Themen in Deutschland vor allem durch die Deutsche Forschungsgemeinschaft (DFG) und die Landesmedienanstalten. Die Tatsache, dass die Medienpsychologie heute als Institution etabliert ist, verdankt sie vor allem den medienpsychologischen Periodika. In Deutschland ist dies Journal of Media Psychology, das US-amerikanische Pendant ist die Fachzeitschrift Media Psychology. Die Gründung der Fachgruppe Medienpsychologie war eine weitere formale Konsequenz aus der zunehmenden Etablierung des Faches auf inhaltlicher Ebene. Heute, im 21. Jahrhundert, wird die medienpsychologische Forschung der 1990er Jahre fortgeführt. Ein Schwerpunkt liegt heute auf der Auseinandersetzung mit dem Rezeptionserleben und -verhalten. Ein zweiter Schwerpunkt liegt auf der computer-vermittelten Kommunikation (cvK) und der Mensch-Computer-Interaktion. Der dritte Schwerpunkt bezieht sich ebenfalls auf computergestützte Medien, dabei geht es um das Lernen und die Sozialisation mit Neuen Medien.

## Forschungsfelder
1. Einfluss von Persönlichkeit, sozialer Identität und Emotionen auf die Medienwahl
2. Kognitive Verarbeitungsprozess bei der Medienrezeption
3. Emotionen bei der Medienrezeption
4. parasoziale Beziehungen
5. emotionale Medienwirkungen
6. Unterhaltungserleben bei der Mediennutzung
7. Identifikation mit Medienfiguren
8. Medienwirkungen auf aggressives und prosoziales Verhalten
9. Wissensvermittlung durch Fernsehen (Schulfernsehen, Telekolleg)
10. Netzbasierte Wissenskommunikation
11. Analyse der Nutzung von Computerspielen
12. computervermittelte Kommunikation
13. Analyse der Mensch-Computer-Interaktion
14. Virtuelle Realität und Umgebungen
15. Medienkompetenz

## Institute für Medienpsychologie
- Universität Hohenheim: Lehrstuhl für Medienpsychologie am Institut für Kommunikationswissenschaften
- Julius-Maximilians-Universität Würzburg: Frank Schwab
- Universität Koblenz-Landau: Institut für Kommunikationspsychologie und Medienpädagogik, IKM
- Universität Tübingen: Angewandte Kognitionspsychologie und Medienpsychologie
- Leibniz-Gemeinschaft: Institut für Wissensmedien
- Technische Universität Chemnitz: Institut für Medienforschung
- Technische Universität Ilmenau: Institut für Medien- und Kommunikationswissenschaft
- Westfälische Wilhelms-Universität Münster: Institut für Kommunikationswissenschaft
- Freie Universität Berlin: Institut für Publizistik- und Kommunikationswissenschaft
- Universität Zürich: Institut für Publizistik- und Kommunikationswissenschaft
- Zürcher Hochschule für Angewandte Wissenschaften: Forschungsschwerpunkt Psychosoziale Entwicklung und Medien
- Universität zu Köln: Institut für Sozialpsychologie und Medienpsychologie
- Universität Duisburg-Essen: Institut für Sozialpsychologie: Medien und Kommunikation
- Friedrich-Schiller-Universität Jena: Institut für Kommunikationswissenschaft Jena: Abteilung für Kommunikationspsychologie
- Universität der Künste Berlin: Fachgebiet Kommunikations- und Medienforschung